# Корделио-Эвозмон
Корделио́-Э́возмон (греч. Δήμος Κορδελιού - Ευόσμου) — община (дим) в Греции в периферийной единице Салоники в периферии Центральная Македония. Население 101 753 жителей по переписи 2011 года. Площадь 13,358 квадратного километра. Плотность 7617,38 человека на квадратный километр. Административный центр — Эвозмон. Димархом на местных выборах 2019 года избран Клеантис Мандалианос (Κλεάνθης Μανδαλιανός).
Создана в 2010 году (ΦΕΚ 87Α) по программе «Калликратис» при слиянии упразднённых общин Эвозмон и Элефтерио-Корделио.

## Административное деление

Административное деление общины:
1 — Эвозмон
2 — Элефтерио-Корделио

Община (дим) Корделио-Эвозмон делится на 2 общинные единицы.
| Общинная единица   | Сообщество         | Население (2011), человек | Площадь, км² |
| ------------------ | ------------------ | ------------------------- | ------------ |
| Эвозмон            | Эвозмон            | 74 686                    | 9,927        |
| Элефтерио-Корделио | Элефтерио-Корделио | 27 067                    | 3,431        |